# Baller
Baller är en låt framförd av den österrikiska musikduon Abor & Tynna. Låten, som är skriven av musikduon,  epresenterade Tyskland i Eurovision Song Contest 2025 i Basel i Schweiz. Låten kom på femtonde plats i finalen.